# Falsischnolea apicalis
Falsischnolea apicalis är en skalbaggsart som beskrevs av Martins och Maria Helena M. Galileo 2001. Falsischnolea apicalis ingår i släktet Falsischnolea och familjen långhorningar. Inga underarter finns listade i Catalogue of Life.